# Championnat du Mato Grosso do Sul de football
Le Championnat du Mato Grosso do Sul (en portugais : Campeonato Sul-Mato-Grossense) est une compétition brésilienne de football se déroulant dans l'État du Mato Grosso do Sul et organisée par la Fédération du Mato Grosso do Sul de football. Le championnat fut créé en 1979. Avant cette date, les clubs du Mato Grosso do Sul jouaient dans le championnat du Mato Grosso.

## Organisation
Première division.
- Première phase :
  - Matchs aller-retours, chaque équipe affronte deux fois les autres équipes du groupe.
- Deuxième phase :
  - Série éliminatoire en matchs aller-retours entre les quatre premiers de la première phase.

Le vainqueur de la seconde phase est sacré champion. Les deux dernières équipes de la première phase sont reléguées en division inférieure. Comme pour les autres championnats d'État brésilien, les règles sont susceptibles d'être modifiées à chaque début de saison.

## Clubs de l'édition 2007
- CE Nova Esperança
- CA Mundo Novo
- CA Paranaibense
- CD 7 de Setembro
- Corumbaense FC
- Costa Rica EC
- Coxim AC
- EC Águia Negra
- Operário FC
- Rio Verde EC
- SER Chapadão
- União Marambaia JEC